# Mamre

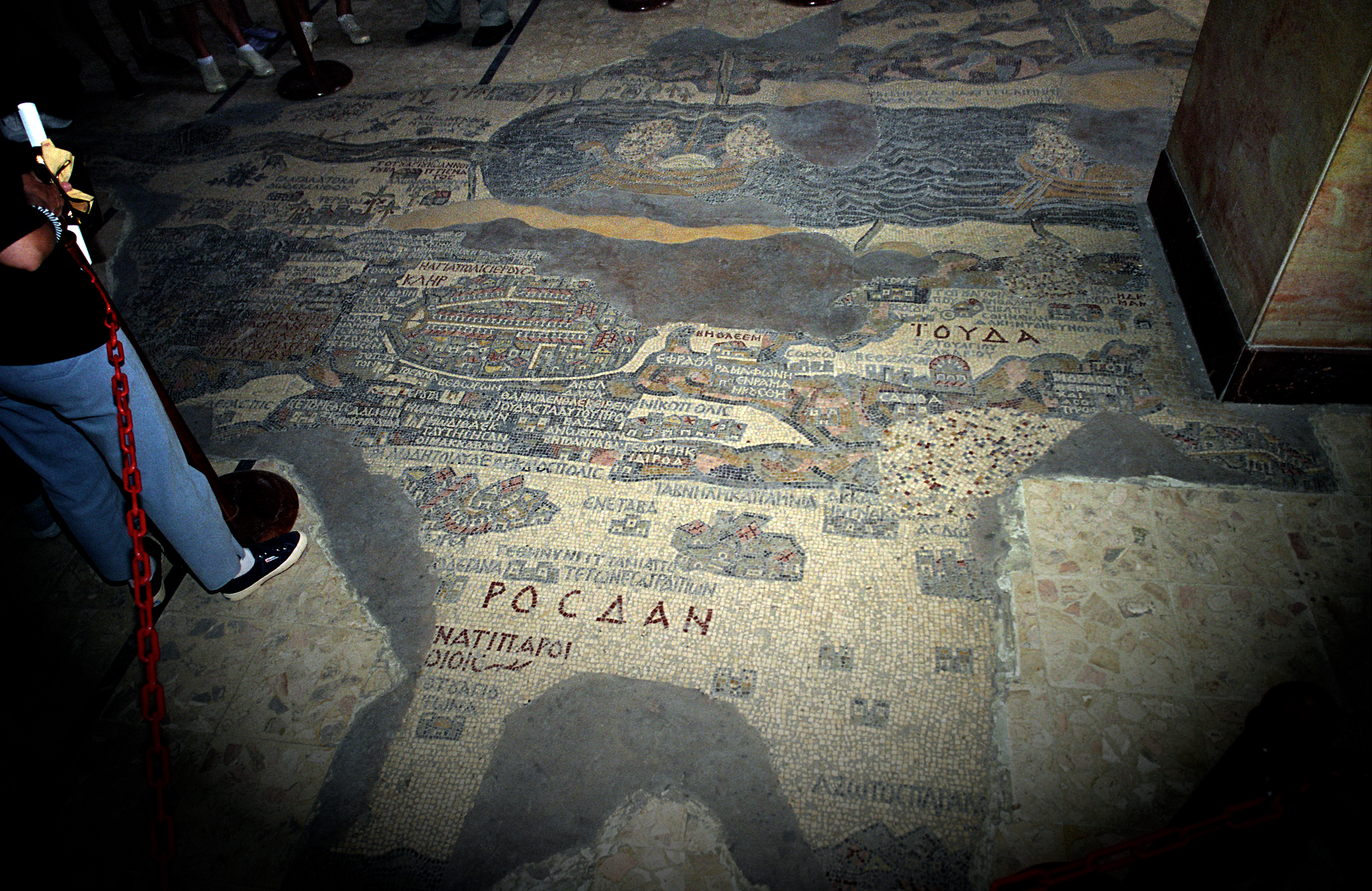
Igreja de Constantine em Mamre que aparece no Mapa de Madaba

Mamre (em hebraico:  מַמְרֵא), nome completo em hebraico Elonei Mamre ("Carvalhais/Terebintos de Mamre"), refere-se a um santuário cultual cananeu dedicado ao supremo El, deus céu do panteão cananeu. Fontes talmudicas referem-se a este sítio como Beth Ilanim ou Botnah. Este lugar foi uma das mais importantes "feiras", mercado ou caravançarai, da Palestina.